# 島根県出身の人物一覧
島根県出身の人物一覧（しまねけんしゅっしんのじんぶついちらん）は、Wikipedia日本語版に記事が存在する島根県出身の人物の一覧表である。

## 公人

### 政治家
- 青木幹雄（出雲市）：元内閣官房長官
- 青木一彦（出雲市）[1]：参議院議員（現職）
- 池田高世偉（隠岐の島町）：第2代隠岐の島町長
- 石田孝吉：元衆議院議員
- 石橋通宏（安来市）：立憲民主党参議院議員
- 石橋大吉（松江市）：元衆議院議員
- 石原倫理（安来市）：政治運動家
- 岩本久人：元参議院議員
- 江角柳四郎（出雲市）：元貴族院議員
- 大達茂雄（浜田市）：元文部大臣
- 大谷藤之助：元参議院議員
- 大森猛（安来市）：元衆議院議員
- 景山俊太郎（雲南市）：元参議院議員
- 亀井久興（津和野町）：元国土庁長官、国民新党幹事長
- 亀井亜紀子（津和野町）：衆議院議員（現職）、亀井久興の長女
- 小室寿明（邑南町）：元衆議院議員
- 斉藤鉄夫（邑南町）：国土交通大臣、衆議院議員（現職）
- 櫻内幸雄（安来市）：元大蔵大臣、櫻内義雄の父
- 櫻内義雄（安来市）：元衆議院議長
- 島田二郎（安来市）：元安来市長
- 島田三郎（安来市）：元参議院議員
- 島田俊雄（江津市）：元衆議院議長
- 澄田信義（出雲市）：元島根県知事（5期）
- 高見康裕（出雲市）：衆議院議員（現職）
- 竹下勇造（出雲市）：元島根県議会議員、竹下登の父
- 竹下登（雲南市）：第74代内閣総理大臣、元衆議院議員
  - 青木伊平（出雲市）：竹下登の元秘書
- 竹下亘（雲南市）：元衆議院議員、竹下登の異母弟
- 高岡直吉（津和野町）：元島根県知事
- 22代目田部長右衛門（安来市）：元貴族院議員
- 23代目田部長右衛門（雲南市）：元島根県知事
- 樽床伸二（雲南市）：元総務大臣兼沖縄北方担当大臣
- 俵孫一（浜田市）：元商工大臣、俵孝太郎の祖父
- 細田吉蔵（松江市）：元運輸大臣
- 細田博之（松江市）：元衆議院議長、元衆議院議員
- 三浦靖（大田市）：参議院議員、元衆議院議員
- 溝口善兵衛（益田市）：元島根県知事
- 若槻禮次郎（松江市）：第25代・第28代内閣総理大臣

### 官僚
- 石原誠二：検察官
- 井上赳：文部省図書監修官
- 潮恵之輔：内務官僚、枢密院副議長
- 岡正雄：内務官僚
- 岡田文秀：内務官僚、厚生官僚
- 金山国治：内務官僚
- 小瀧彬（雲南市)：元防衛庁長官
- 落合慶四郎：内務官僚
- 亀井茲常（津和野町）：神祇行政・東宮侍従、亀井久興の祖父
- 亀井茲監（津和野町）：神祇行政官
- 坂田重次郎：駐スペイン特命全権公使、外務省通商局長
- 白石弥生子：元東京都保健医療公社理事長、東京マラソン財団副理事長
- 千家尊福（出雲市）：元東京府知事、司法大臣、貴族院議員、出雲大社宮司（出雲国造家）
- 竹下虎之助（大田市）：元広島県知事
- 原田周三：島根銀行会長、同行頭取、東北財務局長
- 福羽美静（津和野町）：元津和野藩士、神祇行政官
- 藤井健志：内閣官房副長官補（内政担当）、国税庁長官
- 藤井秀人：日本政策投資銀行副社長、財務事務次官
- 松原亘子：女性初の事務次官（労働事務次官）
- 山野岳義：人事院事務総長
- 冨金原俊二（浜田市）：経済企画庁事務次官
- 熊谷典文（浜田市）：通産省事務次官、元住友金属工業会長

### 法曹界
- 潮恒太郎：司法官
- 岡田庄作：司法官

### 実業家
- 青山洋一：エム・エイチ・グループ会長
- 芦田昭充（雲南市）：商船三井代表取締役会長
- 足立全康（安来市）：美術品収集家、足立美術館設立者
- 天野潔（安来市）：日本蚕糸製造常務取締役
- 岩谷直治（大田市）：岩谷産業創業者
- 岩谷直幸：マッキンゼー・アンド・カンパニー日本支社長、HENNGE共同創業者
- 大谷昌行（出雲市）：元一畑電気鉄道社長
- 大村義雄（出雲市）：八田工業取締役会長
- 上田勝彦（出雲市）：株式会社ウエカツ水産
- 尾原佐七（松江市）：尾原呉服店社長、山陰ゴム卸社長
- 小幡美香（松江市）：有限会社 竹葉 - 取締役、女将
- 柏木登（松江市）：日本テレビ放送網事業局長
- 加藤辨三郎（出雲市）：元協和発酵社長
- 亀井茲建（津和野町）：東北開発総裁、亀井久興の父
- 川島克哉：SBI新生銀行、代表取締役社長
- 川村信子（大田市）：株式会社カウカウフードシステム創業者、マダムシンコ名義で主に関西のテレビ、ラジオでも活躍
- 川北禎一（大田市）：元日本銀行副総裁、元日本興業銀行頭取
- 熊谷典文（浜田市）：通産省事務次官、元住友金属工業会長
- 後藤快五郎（安来市）：山陰実業銀行専務取締役
- 坂口二郎（大田市）：初代ユニチカ社長
- 桜井三郎右衛門（出雲市）：元山陰酸素工業社長
- 櫻内乾雄（安来市）：元中国電力会長、櫻内義雄の実兄
- 佐々木正（浜田市）：元シャープ副社長、ソフトバンク相談役
- 佐々田三郎（出雲市）：元大垣共立銀行取締役
- 佐藤忠次郎（松江市）：三菱マヒンドラ農機創業者
- 徳山詳直（海士町）：日本文化藝術財団理事長
- 平野友明：元日本信託銀行会長
- 安田善巳（松江市）：角川ゲームス社長、フロム・ソフトウェア会長
- 山辺丈夫（津和野町）：津和野藩士。実業家（紡績業）
- 横山重之（安来市）：能義醤油株式会社（現・ヤマノ株式会社）取締役会長
- 横山正克（安来市）：博報堂専務取締役
- 和田淑弘（大田市）：元マツダ会長
- 坂根正弘（浜田市）：元コマツ社長、会長
- 阪口幸雄（松江市）：クリーンエネルギー研究所代表

### 軍人・自衛官
- 岩本徹三（益田市、樺太生）：海軍中尉、零戦搭乗員、撃墜王
- 岡崎清三郎：陸軍中将
- 金山国治：陸将
- 佐々木直吉（浜田市）：甲標的（特殊潜航艇）特別攻撃隊員、海軍一等兵曹
- 栗原安秀（松江市）：陸軍中尉
- 田中隆吉（安来市）：陸軍少将　極東軍事裁判の検察側証人として日本側に不利な証言を行った。
- 中山定義（松江市）：海軍中佐
- 原忠一（松江市）：海軍中将
- 椋木功：陸将、第3代内閣衛星情報センター所長
- 竹本竜司：陸将

## 文化人

### 学者
- 吾郷清彦（大田市）：古史古伝、古神道研究者
- 吾郷寅之進（大田市）：国文学者
- 朝枝善照（邑南町）：仏教学者
- 安達巌（松江市）：食物史家
- 阿部啓子：食物科学者
- 石川貞治（浜田市）：教育者、文化人類学者
- 石川実：社会学者
- 石原勝敏：生物学者、埼玉大学名誉教授
- 泉英二：林学者、農学博士
- 一氏義良（松江市）：美術研究家
- 伊藤鉃也（出雲市）：国文学者（中古文学）
- 稲田正次：憲法学者、法学博士、紫綬褒章受章
- 井上豊太郎（大田市）：医学者
- 井上允：天文学者
- 今岡十一郎（松江市）：ハンガリー語学者
- 今井秀樹（松江市）：通信工学者、東京大学名誉教授、IEEEフェロー、IACRフェロー
- 今岡信一良（出雲市）：教育者
- 岩佐壯四郎：日本近代文学研究者、関東学院大学教授
- 岩田健太郎：医師、神戸大学教授
- 岩田正俊（安来市）：昆虫学者、寄生虫学者
- 内田賢徳：国語学者、国文学者、京都大学名誉教授
- 宇野邦一（松江市）：哲学者、フランス文学者
- 梅謙次郎（松江市）：法学者、日本民法学の父
- 雲藤義道：仏教学者
- 江原絢子：料理学者、東京家政学院大学名誉教授
- 大倉一郎（出雲市）：工学者
- 大崎節郎：プロテスタント神学者、東北学院大学名誉教授
- 大谷省三：農業経済学者
- 大野篤美（出雲市）：金属工学者、千葉工業大学名誉教授
- 岡秀夫：英語教育学者、東京大学名誉教授
- 尾原昭夫：民謡・わらべうた研究家
- 勝田孝興（松江市）：アイルランド文学者、語学者
- 賀戸一郎：社会学者、西南学院大学教授
- 加藤繁（松江市）：東洋史学者
- 金関寿夫（松江市）：英文学者
- 河瀬正利（出雲市）：考古学者、広島大学名誉教授、河瀬断魚の実弟
- 吉川徹：社会学者
- 玄田有史（飯南町）：経済学者、東京大学教授
- 神門善久（松江市）：農学者、経済学者
- 七田眞：教育研究者、七田式教育を提唱、しちだ･教育研究所会長
- 須藤修（安来市）：経済学者、東京大学教授
- 高岡熊雄（津和野町）：農学者
- 田尻悟郎（松江市）：教育学者、関西大学教授
- 田中一昭：政治学者、拓殖大学客員教授
- 田原博人（益田市）：宇宙物理学者、宇都宮大学学長
- 俵国一（浜田市）：冶金学者（和鋼）、文化勲章受章
- 辻寛治：医学者、京都帝国大学名誉教授
- 恒藤恭（松江市）：法学者、滝川事件、大阪市立大学学長
- 中田瑞穂（津和野町）：脳外科学者、新潟大学名誉教授
- 永海佐一郎：化学者、東京工業大学名誉教授
- 中村逸郎：政治学者、筑波大学教授
- 中村元（松江市）：哲学者、仏教学者、文化勲章受章
- 錦織清治（出雲市）：金属工学者、大同大学初代学長
- 能海寛（浜田市）：仏教学者、哲学者
- 三ヶ月章（浜田市）：法学者、文化勲章受章
- 長谷川宏：哲学者
- 秦佐八郎（益田市）：細菌学者
- 服部之総（浜田市）：歴史学者
- 福羽逸人：農学者、造園家、園芸家
- 藤原導夫：牧師、牧会学博士
- 増田渉（松江市）：中国文学者
- 三浦篤：美術史学者、東京大学教授
- 三浦周行（松江市）：歴史学者、法制史研究者
- 渡辺格（松江市）：分子生物学者、慶應義塾大学名誉教授
- 山内晋卿（大田市）：仏教学者
- 松下千吉：英文学者、京都大学名誉教授
- 三谷好憲（大田市）： 宗教哲学者。元京都産業大学教授
- 後藤憲一：物理学者、大阪大学名誉教授

### 評論家
- 石丸重治：美術評論家、慶應義塾大学教授
- 長谷川堯：建築史家、建築評論家、武蔵野美術大学名誉教授
- 布野修司：建築評論家
- 三木竹二：明治を代表する劇評家
- 伊原敏郎（松江市）：演劇評論家
- 春岡勇二：映画評論家、編集者
- 椋木宏：競馬評論家
- 成相肇：美術評論家、キュレーター
- 村上兵衛：作家、評論家

### 啓蒙家
- 西周（津和野町）：「哲学」「科学」「技術」等の日本語訳を考案

### 画家
- 小豆澤亮一（松江市）：写真油絵の技法で特許を取得。「烏丸光徳（初代東京府知事）肖像」
- 安野光雅（津和野町）：「ふしぎなえ」「繪本平家物語」
- 石橋和訓（出雲市）：「ものおもい」「美人読書」
- 石本正（浜田市）：「三人の少女」
- 加藤泉：「Soft Vinyl FIgurine 2020」
- 小林敬生（松江市）：「木口木版」の鏡張りの手法で有名。多摩美術大学名誉教授。
- 野々内保太郎（松江市）「みやまの春」
- 橋本明治（浜田市）：文化勲章受章

### 書家
- 河瀬断魚（出雲市）：手島右卿に師事、河瀬正利の実兄

### 陶芸家
- 河井寛次郎（安来市）：文化勲章、人間国宝辞退者
- 原清（出雲市）：人間国宝
- 舩木道忠（松江市）：島根県指定重要無形文化財保持者

### 彫刻家
- 荒川亀斎（松江市）：「櫛稲田姫像」
- 澄川喜一（吉賀町）：東京芸術大学名誉教授、紫綬褒章受章、文化功労者
- 内藤伸（雲南市）：「子安観音像」「楠御夢之図」
- 山根八春（松江市）：｢木彫十三面花鳥額｣

### 建築家
- 新居千秋：ペンシルベニア大学客員教授、「大船渡市民文化会館」
- 山口半六（松江市）：「旧東京音楽学校奏楽堂」
- 高松伸（大田市）：京都大学名誉教授、「島根県立産業交流会館」「植田正治写真美術館」
- 安田臣：「島根県庁舎」「島根県民会館」

### 写真家
- 河野英喜（浜田市）：女優、タレント、声優の写真集を手がける
- 野波浩（松江市）：ナイトメア、宝塚歌劇団などの宣伝写真を手がける
- 藤井保（大田市）：JR東日本、無印良品などの広告写真を手がける

### ジャーナリスト
- 青木直人（益田市）：日本の国際関係を扱う
- 小汀利得（出雲市）：新平価解禁四人組の一人
- 恩田勝亘：チェルノブイリ原子力発電所事故を取材
- 米本和広：新宗教やカルトの問題を扱う

### 作家
- 石飛卓美（雲南市）：SF作家
- 伊藤佐喜雄（津和野町）：昭和初期の文筆家
- 久住四季（松江市）：ライトノベル、推理作家
- 志川節子（浜田市）：小説家、時代小説、直木賞候補
- 神々廻楽市（出雲市）：SF作家
- 篠原悠希（松江市）：小説家
- 須藤鐘一（安来市）：小説家
- 祖田浩一（安来市）：作家、評論家
- 高橋一清（益田市）：編集者
- 高橋啓恵（奥出雲町）：なぞなぞ作家
- 田畑修一郎（益田市）：芥川賞候補
- 津島美知子（浜田市）：太宰治の未亡人
- 飛浩隆（松江市）：SF作家
- 永井隆（松江市）：医学博士、長崎で被爆、「長崎の鐘」
- 中村吉蔵（津和野町）：劇作家
- 難波利三（大田市）：直木賞受賞、「てんのじ村」
- 法月綸太郎（松江市）：推理作家
- 長谷川摂子（出雲市）：児童文学作家
- 廣田衣世（安来市）：児童文学作家
- 冨士本由紀（松江市）：小説家、コピーライター
- 堀川潭（益田市）：小説家
- 松本侑子（出雲市）：小説家、翻訳家
- 三浦浩（浜田市）：東京都生まれ、直木賞候補、父は浜田市出身の三浦義武
- 村上兵衛（浜田市）：作家、評論家、陸軍軍人
- 森鷗外（津和野町）：明治の文豪、陸軍軍医統監（文学博士、医学博士）

### 俳人・詩人・歌人
- 入沢康夫（松江市）：詩人
- 郷原宏（出雲市）：詩人、文芸評論家、翻訳家
- 小金井喜美子（津和野町）：歌人、明治期を代表する女性翻訳家
- 高塚かず子（川本町）：詩人
- 原石鼎（出雲市）：俳人
- 日和聡子（美郷町）：詩人、小説家
- 平田俊子（隠岐の島町）：詩人
- 広江八重桜（安来市）：俳人
- 松本淳三（益田市）：詩人、政治家
- 森岡貞香（松江市）：歌人

### 作詞家
- 中里綴（松江市）：南沙織「人恋しくて」、少年隊「ダイヤモンド・アイズ」
- 林春生（大田市）：宇野ゆう子「サザエさん」、キャンディーズ「ハート泥棒」
- 宮田隆：「東京五輪音頭」
- 米山治（出雲市）：島根県民歌「薄紫の山脈」

### 作曲家
- 加賀爪タッド(松江市)：音楽プロデューサー、ボーカリスト、ギタリスト、作詞作曲家、編曲家
- 巨勢典子（大田市）：「Peace on Earth」
- 園山民平（出雲市）：『満州唱歌集』「満洲国国歌」
- 母里由美子（松江市）：六子のサポートメンバー
- 福岡ユタカ（浜田市）：「NEW STREAM 2000」（ニュースステーションテーマ曲）

### 指揮者
- 川本貢司：ピルゼン放送交響楽団音楽監督に日本人として初めて就任
- 栗山文昭：武蔵野音楽大学教授

### 映画監督
- 錦織良成（出雲市）：『白い船』『うん、何?』『RAILWAYS』
- 松林宗恵（江津市）：『潜水艦イ-57降伏せず』『東宝・社長シリーズ』、
- 山根幹人（大田市）：『日本労働問題』『エキストラガール』『戦争と少女』
- 野崎健輔（安来市）：『鬼すべ』『架ける』『海底炭鉱に生きる』

### 脚本家
- 足立明（奥出雲町）：『妖怪人間ベム』『鉄人28号』
- 田渕久美子（益田市）：『さくら』『篤姫』
- 曽田博久（出雲市）：『科学忍者隊ガッチャマン』『サザエさん』
- 橋本以蔵：『スケバン刑事』『浅草ふくまる旅館』

### 演出家
- 島村抱月（浜田市）：新劇運動の先駆者　早稲田大学教授
- 出口典雄：シェイクスピア戯曲全37作品
- 手銭弘喜（出雲市）：『太陽にほえろ!』『あぶない刑事』
- 平野俊一：『GOOD LUCK!!』『クロサギ』『ブラッディ・マンデイ』

### 漫画家
- アサダニッキ：『青春しょんぼりクラブ』
- 亜月亮：『Wピンチ!!』『ラブわん!』
- 天羽銀：『魔法科高校の劣等生 横浜騒乱編』
- 柏屋コッコ（安来市）：『離婚同居』
- かんばまゆこ：『バレてるよ!ジャンボリーヌ』
- コウノコウジ（出雲市）：『アウト・ロー』『肉の唄』
- こうます信行（大田市）：『ひまわりくん』『番長くん』『オーナーくん』
- 沢田とろ：『てこてこはこべ』
- 園田辰之助：『K.O.マサトメ』
- 園山俊二（松江市）：『はじめ人間ギャートルズ』『ペエスケ』
- 高梨みつば（隠岐の島町）：『紅色HERO』
- 田中政志（江津市）：『ゴン』
- ながいのりあき（海士町）：『がんばれ!キッカーズ』
- なすび絵里：『恋色ネイル』
- 長谷川潤（浜田市）：『銀盤カレイドスコープ』
- ひらかわあや（出雲市）：『國崎出雲の事情』『伝説の指揮者』
- 別天荒人：『プリンス・スタンダード』
- 松本小夢：『コマメのお仕事』『GREEN FINGER -小花の庭-』
- 南Q太（雲南市）：『さよならみどりちゃん』『夢の温度』『ゆらゆら』
- むっしゅ：『ふりだしにおちる!』『花は咲く、修羅の如く』
- 山口いづみ：『アカンサス』『思い出のとき修理します』
- エム。:『わざと見せてる? 加茂井さん。』

### アニメーション制作関係者
- 大塚康生（津和野町）：作画監督、演出、『ルパン三世』『未来少年コナン』
- 川本征平：美術監督、『ドラえもん』『怪物くん』
- 高本宣弘：『キテレツ大百科』絵コンテ・演出
- 寺岡賢司：メカニックデザイナー、『コードギアス 反逆のルルーシュ』『機動戦士ガンダム00』
- 舛成孝二（津和野町）：『R.O.D -READ OR DIE-』『かみちゅ!』『マギ』
- 三家本泰美：『ど根性ガエル』『宇宙戦艦ヤマト』
- 吉田昇：スタジオジブリ所属、『千と千尋の神隠し』『崖の上のポニョ』

### その他の文化人
- 石原豪人（出雲市）：イラストレーター、小学館『なぜなに学習図鑑』、ジャガーバックス
- 岩本薫（益田市）：囲碁棋士、第3・4期本因坊（本因坊薫和と号した）
- 大庭政世（津和野町）：農民運動家
- 小原雲心（松江市）：華道・いけばな小原流創始者
- 河嶋陶一朗（松江市）：冒険企画局所属、サイコロ・フィクションシリーズ
- 川又咲紀（出雲市）：将棋の女流棋士、旧姓里見、福間香奈（旧姓里見）は実姉
- SouMa（松江市）：立体切り絵作家
- 直良有祐：スクウェア・エニックス所属、『ファイナルファンタジー』『FRONT MISSION』
- 西山仁紫（松江市）：テレビプロデューサー、『恋愛観察バラエティー あいのり』
- 野沢竹朝（松江市）：囲碁棋士
- 長谷川広（江津市）：囲碁棋士
- 福間香奈（出雲市）：将棋の女流棋士、旧姓里見、川又咲紀（旧姓里見）は実妹
- funbolt：イラストレーター、『レンジャーズストライク』
- 三浦義武（浜田市）：世界初の缶コーヒー「ミラ・コーヒー」発明者、三浦浩の父
- 森野あるじ（出雲市）：Flashクリエイター、『HANOKA〜葉ノ香〜』
- 森英恵（吉賀町）：ファッションデザイナー、文化勲章受章

## 芸能人

### 歌手・ミュージシャン
- 青戸裕之
- 吾郷水木生（大田市）：ユニットnavy&ivoryのキーボード・コーラス
- あべゆうじ
- イエスハッピー!：女性アイドルグループ
- IKUO
- 石川寛門
- 伊藤誠（松江市）
- 梶谷美由紀（大田市）
- 岸佳宏（松江市）：劇団四季
- KUROKO∞SHOW（松江市）
- グルーヴライン：バンド
- kotonoha（松江市）：ガールズユニット
- 近藤夏子：シンガーソングライター（大田市）
- スーパースリット
- セイジ：ギターウルフ
- 世良譲
- 竹内まりや（出雲市）
- 多奈部聖士：ナショヲナル、元Multi Colored Vox
- DOMINO88
- ドリー（出雲市）：ザ50回転ズ （Ｂ・Vo）
- 錦織健（出雲市）：テノール歌手
- 畑利樹：東京事変のドラマー
- 浜田真理子
- 原田修志：向風ベース
- pippi：エレクトリックリボンのメンバー
- HIRO：La'cryma Christi、Libraian、Acid Black Cherry
- 福島明也
- 星村麻衣（松江市）
- meajyu（大田市）R&Bシンガー
- MISSY（松江市）：GOLLBETTYのギター
- 桃山竜二（松江市）：流田Projectのベース
- 安来のおじ（安来市）：出身は出雲。シンガーソングライター、ローカルタレント
- 大和未知（松江市）
- 山根麻以
- 山根万理奈（松江市）：シンガーソングライター
- 山本恭司：BOW WOW及びVOW WOW
- 遊吟（松江市）
- よしととひうた（松江市）
- 吉村夏枝：Lip's
- 六子（松江市）
- Wyse
- 小笹大輔（松江市）:official髭男dism（ギター、フロアタム）
- Kenzie (songwriter)
- Omoinotake（松江市）

### 俳優・女優
- 青山草太（出雲市）：『ウルトラマンマックス』トウマ・カイト隊員
- 芦田伸介（松江市）：『七人の刑事』沢田部長刑事→沢田警部
- 阿知波信介（益田市）：『ウルトラセブン』ソガ隊員
- 池まり子
- 伊沢蘭奢：明治の新劇女優
- 伊藤敏八
- 井原幹雄
- 今井悠貴
- 宇田川さや香
- 江角マキコ（出雲市）：『ショムニ』
- 緒方れいな：元セクシー女優
- 小原唯和：『騎士竜戦隊リュウソウジャー』
- 顔田顔彦
- 春日潤也
- 賀山祐介（浜田市）
- 坂本長利：『Dr.コトー診療所』
- 桜ここみ
- 佐藤幹雄
- 佐野史郎（松江市）
- 白木みのる
- 樹美音
- 芹明香（出雲市）
- 多々納斉
- 田中美佐子（海士町）
- 田邊祐真（松江市）：劇団四季の俳優
- 谷岡弘規
- 輝馬
- 東郷久義
- 七咲友梨
- 狩野裕香（松江市）役者、演出家、舞台美術家、振付師
- 椋木美羽（浜田市）
- 原泉
- 福場俊策（益田市）
- 槙乃萌美
- 真野きりな
- 見明凡太朗
- 三上真一郎
- しじみ
- 森脇英理子
- 山田アキラ（江津市）
- 生越千晴（松江市）
- 真木ちはる（松江市）
- 糸川耀士郎
- 曽田陵介（松江市）

### タレント
- 青山愛子
- 出雲阿国（松江市）：吉本興業・ピン芸人
- 鎌田緑：グラビアアイドル
- 葛原美由紀
- 桂伸べえ：落語家
- 岸史子
- 咲方響：吉本興業・吉本新喜劇
- 御秒奈々：モデル、タレント
- 園山真希絵
- ダーク大和：奇術師
- 立川幸之進：落語家
- 徳川夢声（益田市）：日本の元祖マルチタレント
- ネルソンズ（松江市）：メンバーの青山と和田が松江市出身
- ネゴシックス（安来市）：吉本興業・お笑い芸人
- 濱根隆（西ノ島町）：吉本興業・漫才（濱根・杉本）
- べるを：ローカルタレント
- 桝木亜子（ますきあこ）（益田市）
- 美留香
- マギー布野：マギー司郎の8番弟子
- 山内健司：吉本興業・かまいたち
- 江上敬子（津和野町）：ニッチェ
- ムラムラタムラ（津和野町）：お笑い芸人
- ルシファー吉岡
- 池田裕子：アイドル、タレント
- 長野じゅりあ：タレント、女優、空手家、プロレスラー

### 声優
- あかがわまき
- 井上優佳
- 岩崎匡浩
- 江角英明[2]
- 大津田裕美
- 大畑伸太郎
- 岡田幸子
- 吉川寛司
- 立花沙羅（出雲市）
- 成瀬誠
- 肥後マコト
- 藤田曜子
- 麦穂あんな
- 山本健翔

## スポーツ選手

### 野球
- 池尻勉：捕手、元南海
- 石谷訓啓（大田市）：外野手、元毎日大映
- 石橋貢（出雲市）：外野手、元大洋-ヤクルト
- 伊藤光四郎（出雲市）：外野手、元阪神-西鉄
- 糸原健斗（雲南市）：内野手、阪神（現役）
- 入野久彦（江津市）：捕手、元巨人-楽天
- 岩田きく（安来市）：内野手、元女子プロ野球・フローラ-レイア-京都
- 大野豊（出雲市）：投手、元広島
- 岡田光雄：投手、元近鉄
- 岡村佳典（浜田市）：投手、元西鉄
- 小沢浩一：内野手、元巨人
- 梶谷隆幸（松江市）：外野手・内野手、元横浜・横浜DeNA-巨人
- 北井正雄（出雲市）：投手、元阪急、阪急の初代エース
- 小島也弥（松江市）：内野手・外野手、女子野球日本代表
- 小室光男：内野手、元西鉄、プロ初打席初球ホームランを記録
- 酒井順也（邑南町）：投手、元巨人
- 佐々岡真司（浜田市）：投手、元広島、前広島監督
- 佐々木常助：外野手、元金鯱
- 三東洋（津和野町）：投手、元阪神
- 清水清人（大田市）：捕手・内野手、元中日
- 清水秀雄：投手・内野手、元南海-中日-大洋、松江中監督として甲子園出場
- 清水雅治（浜田市）：外野手、元中日-西武
- 白根尚貴（松江市）：内野手、元ソフトバンク-横浜DeNA
- 新宮有依（松江市）：投手、女子野球日本代表
- 新宅洋志（浜田市）：捕手、元中日
- 杉原洋（出雲市）：投手、元ロッテ-横浜
- 曽田康二（出雲市）：投手、元中日-日本ハム
- 高野脩汰（出雲市）：投手、千葉ロッテマリーンズ（現役）
- 髙野颯太（出雲市）：内野手、東京ヤクルトスワローズ（現役）
- 竹下光郎：捕手・内野手、元巨人-近鉄
- 竹野吉郎：外野手・内野手、元広島
- 東方伸友（浜田市）：投手、元ソフトバンク
- 梨田昌孝（浜田市）：捕手、元近鉄、元近鉄-日本ハム-楽天監督
- 福間納（大田市）：投手、元ロッテ-阪神
- 福山博之（雲南市）：投手、元横浜-楽天
- 松尾幸政（西郷町）：投手、元近鉄
- 三沢淳（浜田市）：投手、元中日-日本ハム
- 三井康浩：滋賀県生まれ。内外野手、元巨人、巨人のスコアラーを長年担当
- 森山一人：外野手、元近鉄－ダイエー（現在、独立リーグ・愛媛の野手コーチ）
- 山内新一（大田市）：投手、元巨人-南海-阪神
- 山本栄一郎（松江市）：投手、元巨人、日本初のプロ野球球団である日本運動協会主将
- 山本一徳（安来市）：投手、元日本ハム-ロッテ
- 義原武敏（安来市）：投手、元巨人-近鉄
- 和田毅（出雲市）：投手、元ソフトバンク-オリオールズ-カブス-ソフトバンク
- 渡辺伸彦（邑南町）：投手、元阪神-オリックス-横浜

### サッカー
- 足立修（松江市）：元京都
- 池田学徳：元広島
- 石川恭司：元Jリーグ担当審判員
- 石川裕司（益田市）：元広島-徳島
- 江角浩司（出雲市）：元大分-大宮-富山
- 大野哲煥：千葉（現役）
- 大屋翼（江津市）：神戸-岡山-大宮（現役）
- 岡元勇人（出雲市）：元FC東京
- 小村徳男（松江市）：元横浜-仙台-広島-横浜FC-鳥取、元サッカー日本代表
- 金山隼樹：長崎-札幌（現役）
- 川上典洋（出雲市）：栃木-金沢-ゲイラン-タンピネス-相模原-宮崎（現役）
- 久保田学（松江市）：元横浜FC
- 佐々木大樹（浜田市）：神戸（現役）
- 高橋壮也（松江市）：広島（現役）
- 中島康平（松江市）：岐阜-町田-V市原（現役）
- 柳楽智和（出雲市）：元福岡-FC東京-鳥取
- 原裕太郎（出雲市）：広島-熊本-愛媛（現役）
- 平野甲斐（隠岐の島町）：富山-ブリーラム-C大阪-アーミーU（現役）
- 藤田のぞみ（松江市）：浦和-松江R-湯郷（現役）、元U-20サッカー日本女子代表
- 吉川公二：元広島、（現在、サンフレッチェくにびきFCの監督）

### フットサル
- 金山友紀：ペスカドーラ町田

### ラグビー
- 宮本誉久：NECグリーンロケッツ

### バレーボール
- 石倉弘士（松江市）：元NECブルーロケッツ
- 浅津ゆうこ（出雲市）：元岡山シーガルズ
- 石橋里紗（松江市）：元久光スプリングス
- 濱松明日香（浜田市）：埼玉上尾メディックス
- 大﨑琴未（浜田市）：デンソーエアリービーズ
- 神田さくら（松江市）：ブレス浜松

### バスケットボール
- 石川優希：TGI D-RISE
- 上山博之
- 中尾綾：日立ハイテク クーガーズ
- 長谷川智伸：三菱電機ダイヤモンドドルフィンズ名古屋
- 曳野康久：島根スサノオマジック
- 広瀬健太（松江市）：元サンロッカーズ渋谷
- 藤井祐眞：川崎ブレイブサンダース
- 安部潤：元島根スサノオマジック、現島根スサノオマジック球団職員

### テニス
- 錦織圭（松江市）

### ボクシング
- 三代大訓（松江市）
- 大橋健典（出雲市）
- 伊賀薫（浜田市）

### 格闘技
- 青木いつ希（浜田市）- プロレス
- アニマル浜口（浜田市）- プロレス
- 市原海樹 - 空手
- 岩崎永遠（江津市）- プロレス
- 鹿島沙希（松江市）- プロレス
- 寺戸伸近（浜田市）- キックボクシング
- 豊田真奈美（益田市）- プロレス
- 日高郁人（益田市）- プロレス
- MIKAMI（浜田市）- プロレス
- 渡利璃穏（松江市）- レスリング

### 相撲
- 陣幕久五郎（松江市）：横綱（第12代）
- 釋迦ヶ嶽雲右エ門（安来市）：大関（第36代）
- 稲妻咲右エ門（安来市）：大関（第46代）
- 隠岐の海歩（隠岐の島町）：関脇（現　年寄・君ヶ濱）
- 谷ノ音喜市（松江市）：関脇
- 鳴滝忠五郎（雲南市）：関脇
- 鳴滝文太夫（雲南市）：小結
- 鳴滝文右エ門（雲南市）：小結
- 若常陸恒吉（津和野町）：前頭
- 太刀ノ海浪右エ門（安来市）：前頭
- 鳴滝清五郎（松江市）：前頭
- 天山久晴（大田市）：十両
- 隠岐ノ島恵一（隠岐の島町）：十両
- 忍の山剛（大田市）：十両
- 三瓶山征夫（大田市）：十両
- 瀧見山延雄（出雲市）：十両
- 二所錦照生（出雲市）：十両
- 琴弥山幸基（出雲市）：十両
- 琴鳳圭史（出雲市）：幕下
- 隠岐の富士和也（隠岐の島町）：幕下（現　世話人）
- 38代木村庄之助（出雲市）：立行司
- 琴三（雲南市）：幕内呼出（現役）

### 柔道
- 大野陽子
- 岡崎綾子
- 福田大和
- 横地治男（隠岐の島町）

### 剣道
- 大野操一郎

### 体操
- 上迫忠夫：ヘルシンキ五輪男子徒手銀メダリスト
- 竹本正男：ローマ五輪団体金メダリスト

### 競泳
- 福井誠（浜田市）：ローマ五輪競泳男子800m自由形リレー銀メダリスト、東京五輪（1964）競泳男子800ｍ自由型銅メダリスト。

### 陸上競技
- 青山聖佳（松江市）：2016年、日本選手権（400m）優勝
- 浅羽加代（雲南市）：2011年、日本選手権（10000m）優勝
- 潮喬平（益田市）：1956年メルボルンオリンピック日本代表
- 土江寛裕（出雲市）：アテネオリンピック400mリレー4位
- 土江良吉：元200mH日本記録保持者
- 錦織育子（出雲市）：棒高跳日本記録・室内日本記録保持者
- 福田翔子（松江市）：2016年、日本選手権（800m）優勝
- 三浦龍司（浜田市）：3000メートル障害日本記録保持者
- 三代直樹（松江市）：1999年、第75回箱根駅伝・2区（区間賞・区間新）
- 吉岡隆徳（出雲市）：暁の超特急、元100m世界記録保持者

### 騎手
- 池野光
- 岡田大
- 﨏畑雄一郎
- 田原成貴（吉賀町）：元中央競馬騎手
- 松本善登
- 御神本訓史
- 道川満彦

### 競艇
- 西島義則

### 競輪
- 高橋千秋（出雲市）
- 野崎菜美（隠岐の島町）

## その他

### 歴史上の人物
- 尼子経久：戦国大名、陰陽十一州の太守
- 出雲阿国：歌舞伎の祖
- 伊藤宗看 (初代)：将棋の家元伊藤家を興す。三世名人
- 柿本人麻呂：歌聖、一説では生国石見
- 吉川経家：戦国武将、石見福光城主
- 武田観柳斎：新撰組五番隊組長
- 本因坊道策：近代囲碁の祖で、「前聖」と称される。名人碁所
- 松平治郷：大名、松江藩主7代目、号は不昧
- 山中幸盛：戦国武将、尼子氏の家臣

### アナウンサー
NHK
- 岡隆一（江津市）
- 神門光太朗（松江市）
- 曽田孝（出雲市）

NKT日本海テレビ
- 前田彩野（松江市）

BSS山陰放送
- 木野村尚子（雲南市）
- 田中亜矢（江津市）
- 森谷佳奈（松江市）
- 山根伸志（浜田市）

TSK山陰中央テレビ
- 奥村亜希（大田市）
- 山根収（隠岐の島町）

その他
- 今岡弘義（出雲市）：エフエム山陰
- 岡崎典子：フリー
- 小片悦子：フリー
- 岡野由美子
- 岡村光芳（松江市）
- 尾原秀三（浜田市）：元中京テレビ放送
- 川島恵（松江市）：宮崎放送
- 左右田禎子（邑南町）：KFB福島放送
- 福島敦子（松江市）：下の弓子は妹。元中部日本放送
- 福島弓子（松江市）：米大リーグイチロー選手夫人。元TBS。
- 宮根誠司（大田市）：フリー。元朝日放送
- 安部憲幸（安来市）：朝日放送
- 和沙哲郎（邑智郡）：朝日放送
- 牛尾淳：フリー
- 枡田史子（隠岐の島町）：元山陰中央テレビ、現在フリー
- 山本浩（松江市）：元NHKアナウンサー、元解説委員。現在法政大学教授
- 福浜隆宏（浜田市）：元NKT日本海テレビ。
- 和田季子（出雲市）

### 架空の人物
- 麻倉葉（『シャーマンキング』のキャラクター）
- カマピー（『中井正広のブラックバラエティ』のキャラクター）
- 島根うさぎ（『もえちり!』シリーズの擬人化キャラクター）
- 吉田君（『秘密結社鷹の爪』のキャラクター）
- フィリップ（『秘密結社鷹の爪』のキャラクター）
- 青木海（『あるまいとせんめんき』のキャラクター）
- 鷹富士茄子（『アイドルマスター シンデレラガールズ』のキャラクター）
- 長富蓮実（『アイドルマスター シンデレラガールズ』のキャラクター）
- 知床鈴（『ハイスクール・フリート』のキャラクター）

## 島根県にゆかりある人物

### 政治家
- 永野護（広島県）：浜田市生まれ。元運輸大臣

### 実業家
- 永野重雄（広島県）：松江市生まれ。新日本製鐵初代会長、第13代日本商工会議所会頭
- 伊部喜作：安来鉄鋼合資会社、近代電気製鋼の本格的立ち上げ者。

### 文化人
- 小泉八雲（ギリシャ）：松江市在住。小説家、随筆家、小泉八雲旧居、小泉八雲記念館
- 池上彰（長野県）：ジャーナリスト。元NHK記者。NHK時代の初任地が松江放送局。
- 桜庭一樹（鳥取県）：島根県生まれ。小説家
- FROGMAN（東京都）：島根県在住。CGクリエイター、『蛙男商会』主宰
- まつもとゆきひろ（大阪府）：松江市在住。ソフトウェア技術者、プログラミング言語「Ruby」開発者
- 吉田恭教（佐賀県）：大田市在住。小説家
- 渡辺あや（兵庫県）：島根県在住。脚本家

### 芸能人
- 石塚英彦（神奈川県）：お笑いタレント、グルメリポーター。母が島根県出身。
- 島崎俊郎（高知県）：お笑い芸人。両親・兄・姉が島根県出身。
- 玉木宏（愛知県）：俳優。父の故郷で、父方の祖父が隠岐郡西ノ島町在住。
- 長谷川博己（東京都）：俳優。父の長谷川堯が八束郡玉湯村（現・松江市）出身。
- はなわ（埼玉県）：タレント。実弟は塙宣之。母が島根県出身。
- 塙宣之（千葉県）：漫才コンビ「ナイツ」。実兄がはなわ。母が島根県出身。
- 藤井ゆきよ（神奈川県）：声優。島根県生まれ。
- MEGUMI（岡山県）：タレント、女優、元グラビアアイドル。松江市生まれ。
- 蘭華（大分県）シンガーソングライター、母が出雲市出身、出雲観光大使、エフエムいずも、DARAZコミュニティ放送パーソナリティ
- 若林正恭（東京都）：お笑い芸人（オードリー）。母が鹿足郡柿木村（現：吉賀町）出身。ケイダッシュステージ
- 渡瀬恒彦（兵庫県）：俳優。安来市生まれ。
- 渡哲也（兵庫県）：俳優。安来市生まれ。

### その他の人物
- 河野美知（京都府）：松江市在住。元山陰中央テレビアナウンサー
- TOMOSUKE（神奈川県）：ゲームミュージック作曲家。祖父が松江市出身。
- 瀬戸秀夫（広島県）：NHKアナウンサー。初任地がNHK松江放送局。
- 藤井彩子（東京都）：NHKアナウンサー。初任地が松江局。
- 北野剛寛（岡山県）：NHKアナウンサー。初任地が松江局。
- 井上裕貴（兵庫県）：NHKアナウンサー。初任地が松江局。
- 今井翔馬（愛媛県）：NHKアナウンサー、初任地が松江局。
- 中山果奈（広島県）：NHKアナウンサー、初任地が松江局。
- 浅野里香（愛媛県）：NHKアナウンサー。初任地が松江局。
- 橋本亘司 (浜田市出身):sasuke新世代のメンバー
- 音霊魂子：島根県出身。バーチャルYouTuber（あおぎり高校）。